# Konstitutorial
Konstitutorial var i Sverige den handling (anställningsbevis) varigenom en person tillsattes att förvalta ett ämbete eller en tjänst, utan att erhålla fullmakt. 

## Anställningsform
Denna anställningsform kan till viss del sägas motsvara dagens tillsvidare- eller visstidsanställning, men anställningstryggheten var betydligt starkare än vad som gäller för dessa senare anställningsformer. De kunde inte bli uppsagda från sin tjänst, men däremot avskedade, om de hade grovt åsidosatt sina förpliktelser. Innehavare av en fullmaktsanställning kan inte bli avskedade, de kan emellertid bli dömda till avsättning av en allmän domstol.

## Militära förhållanden
De två första åren av sin anställning var officer eller underofficer anställd med konstitutorial. Efter två års anställning utfärdades fullmakt på tjänsten. Under krigstid eller vid mobilisering kunde officer, underofficer eller underbefäl konstitueras till högre grad för att fylla de krigstida personalstaterna. Detta konstitutorial var begränsat till viss tid eller krigets förlopp. 